# Europska ekonomska zajednica
Europska ekonomska zajednica (skraćeno EEZ) osnovana je 25. ožujka 1957. godine u Rimu. Osnovalo ju je šest država članica Europske zajednica za ugljen i čelik, potpisivanjem ugovora o osnivanju EEZ-a i EURATOM-a. 
EEZ je bio i ostao najvažnija organizacija među tri spomenute. Osnovni ciljevi te organizacije bili su izgradnja zajedničkog tržišta na osnovu carinske unije, to jest rješavanje svih privrednih prepreka, koordiniranje gospodarske politike i podizanje životnog standarda unutar Unije.
Stupanjem Maastrichtskog ugovora na snagu, Europska ekonomska zajednica je promijenila ime u Europska zajednica, te je zajedno s Europskom zajednicom za ugljen i čelik i Euratomom postala jedan od „tri stupa“ na kojima se temelji Europska unija.